# Garadok (Vítebsk)
Garadok, Haradok o Gorodok (bielorruso: Гарадо́к; y ruso: Городо́к) es una ciudad subdistrital de Bielorrusia, capital del distrito homónimo en la provincia de Vítebsk.
Se conoce su existencia desde el siglo XIII, cuando se menciona como un pueblo cerca de Pólatsk en una batalla. Perteneció al Gran Ducado de Lituania hasta que fue integrado en el Imperio ruso en la Primera partición de Polonia. En 1772 recibió el estatus de ciudad, un estatus que fue confirmado en la administración bielorrusa al crearse las ciudades bielorrusas el 27 de septiembre de 1938. Garadok tenía una importante comunidad judía que en 1939 constituía el 21,7% de la población local; en 1941, tras ser ocupada la zona por la Alemania nazi, se creó un gueto en el centro de la localidad junto al río, donde fueron encerrados cientos de judíos para ser más tarde asesinados junto a la colina de Vorobevy.
En 2010 tiene una población de 12 900 habitantes.
Se ubica unos 30 km al norte de Vítebsk, junto a la carretera E95 que une Kiev con San Petersburgo..